# Cratere Suzhi
Suzhi  è un cratere sulla superficie di Marte.